# José María Román Guerrero
José María Román Guerrero (Chiclana de la Frontera, 25 d'abril de 1958) és un polític espanyol, actual alcalde de Chiclana de la Frontera, càrrec que va obtenir després que el seu partit, el Partit Socialista Obrer Espanyol de Chiclana, fos la llista més votada de la ciutat el 2015, 2019 i 2023.
Román és biòleg especialitzat en cultius marins. Va ser director de l'Agència de Medi Ambient a Cadis i Delegat Provincial de Medi Ambient de la Junta d'Andalusia. El 1995 va assumir la primera Tinença d'Alcaldia, i, el 1999 la portaveu del Grup Municipal Socialista a l'Ajuntament de Chiclana. Ha estat alcalde de la ciutat entre el juny del 2004 i el juny del 2007, entre el novembre del 2008 i el maig del 2011, i des del juny del 2015 fins a l'actualitat. També és professor d'educació secundària a l'IES Fernando Quiñones.
També va presidir la Mancomunitat de Municipis de la Badia de Cadis des del gener del 2016 fins al setembre del 2019. Finalment, va ser diputat provincial d'Hisenda entre el 2003 i el 2007, i vicepresident primer de la Diputació de Cadis entre el 2019 i el 2023, on va estar al capdavant de l'àrea de Coordinació i Desenvolupament Estratègic, Productiu i Social.
Per acabar Román es va educar a la Universitat de Granada